# Wiesław Żelazko

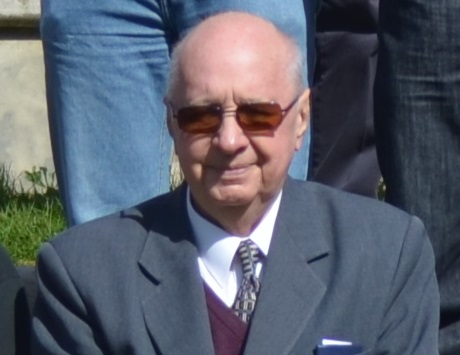
Wiesław Żelazko

Wiesław Tadeusz Żelazko (* 16. Februar 1933 in Łódź, Polen) ist ein polnischer Mathematiker.
Wiesław Tadeusz Żelazko wurde 1960 an der Universität Warschau bei Stanisław Mazur promoviert und habilitierte sich dort 1965.
Żelazko ist Mitglied der Polnischen Akademie der Wissenschaften und Herausgeber der mathematischen Zeitschrift Studia Mathematica.
Von 1984 bis 1986 war er Präsident der Polnischen Mathematischen Gesellschaft.
Sein Hauptarbeitsgebiet ist die Funktionalanalysis, insbesondere die Theorie der Banachalgebren und der topologischen Algebren. Darüber hinaus arbeitet er in der Operatorentheorie und der harmonischen Analyse. Der Satz von Gleason-Kahane-Żelazko und der Satz von Hirschfeld-Żelazko sind mit seinem Namen verbunden.
Żelazko erhielt 1967 den Stefan-Banach-Preis und wurde im Jahre 2000 mit der Stefan-Banach-Medaille ausgezeichnet.